# HD 139357
HD 139357 — звезда, которая находится в созвездии Дракона на расстоянии около 396 световых лет от нас. Имеет, как минимум, одну планету.

## Звезда
Звезда представляет собой красный гигант: её масса равна 1,35 массы Солнца, а радиус — 11,4 солнечного. Температура поверхности составляет 4700 кельвинов. Её возраст оценивается в 3—4 миллиарда лет. При хороших погодных условиях звезду можно наблюдать невооружённым глазом.

## Планетная система
Группа немецких и итальянских астрономов, на протяжении трёх лет наблюдая участком неба в созвездии Дракона, открыли две планеты: HD 139357 b у данной звезды и планету в системе 42 Дракона. HD 139357 b намного крупнее Юпитера и массивнее его в 9 раз. Она обращается вокруг родительской звезды на расстоянии 2,36 а. е. и совершает полный оборот за 1125 суток. Интересно, что обе эти планеты укладываются в закономерность для планет у звёзд средней массы: они обращаются на широких орбитах и имеют большую массу.